# Фрітьйоф фон Гаммерштайн-Гесмольд
Барон Фрітьйоф фон Гаммерштайн-Гесмольд (нім. Fritjof Freiherr von Hammerstein-Gesmold; 20 серпня 1870, Гальберштадт — 21 січня 1944, Гільдесгайм) — німецький офіцер, генерал-лейтенант запасу вермахту. Кавалер ордена Pour le Mérite.

## Біографія
Син генерал-майора Прусської армії Еміля фон Гаммерштайн-Гесмольда і його дружини Інгеборг, уродженої баронеси Маршальк фон Бахтенброк. Після закінчення середньої школи 22 березня 1889 року вступив в 4-й гвардійський гренадерський полк «Королева Августа». В 1897/1900 роках відвідував Прусську військову академію. З грудня 1902 року — інструктор кадетського училища в Потсдамі. З березня 1906 року — командир роти. З січня 1913 року — ад'ютант 15-ї піхотної дивізії в Кельні, з жовтня 1913 року — 8-го корпусу в Кобленці.
На початку Першої світової війни брав участь в окупації Люксембургу і боїв при Нефшато та Седані. Протягом перших місяців війни був двічі поранений. На початку вересня 1914 року призначений командиром 1-го батальйону 28-го піхотного полку «фон Гебен». Учасник першої битви на Марні і боїв у Шампані, а з травня 1915 року — боїв на півночі Франції. З грудня 1915 року — командир 1-го батальйону 21-го піхотного полку «фон Борке», з яким у вересні 1916 року брав участь у битві при Тутракані. З жовтня 1916 року — командир 146-го Мазурського піхотного полку, з яким того ж місяця брав участь у битві на Чорній річці, а в квітні-травні 1917 року — у боях на захід від Монастира. Навесні 1918 року полк був переведений в Палестину, де спочатку перебував у резерві 4-ї османської армії в Солті. На початку червня 1918 року Гаммерштайн захворів на висипний тиф. Після одужання в середині вересня продовжив командувати полком і відзначився в охороні відступу під час битви при Мегіддо. Перед закінченням війни Гаммерштайн прийняв він командування Азіатським корпусом, замінивши Густава фон Оппена, який помер від холери.
Після закінчення війни в лютому 1919 року повернувся в Німеччину, де прийняв командування 59-м добровольчим полком. У червні 1919 року він став командиром бригади фрайкору «Оліта» в Арісі, де брав участь у боях на німецько-польському кордоні. З жовтня 1919 року служив у штабі 12-го піхотного полку рейхсверу, в лютому 1920 року був призначений командиром полку. Потім служив у штабі 6-го, з січня 1921 року — 2-го стрілецького полку. З 1 квітня 1922 року — командир Мюнстерського військового полігону. 31 березня 1923 року вийшов у відставку.
Гаммерштайн був членом Сталевого шолома. В 1920-х роках браву часть у воєнізованих операціях проти Веймарської республіки в Рурі.

## Звання
- Фанен-юнкер (22 березня 1889)
- Другий лейтенант (вересень 1890)
- Оберлейтенант (1900)
- Гауптман (18 липня 1905)
- Майор (19 липня 1913)
- Оберстлейтенант (1918)
- Оберст (1 жовтня 1920)
- Генерал-майор запасу (31 березня 1923)
- Генерал-лейтенант запасу (27 серпня 1939) — підвищений з нагоди 25-ї річниці Танненберзької битви.

## Нагороди
- Столітня медаль
- Орден Червоного орла 4-го класу
- Орден Святого Йоанна (Бранденбург), почесний лицар
- Лицарський хрест 2-го класу ордена Церінгенського лева з лавровим вінком (Велике герцогство Баден)
- Лицар ордена Білого слона (Таїланд)
- Хрест «За вислугу років» (Пруссія)
- Залізний хрест 2-го і 1-го класу
- Лицарський хрест королівського ордена дому Гогенцоллернів з мечами
- Військова медаль (Османська імперія)
- Нагрудний знак «За поранення» в чорному
- Pour le Mérite (1 листопада 1918) — представлений Отто Ліманом фон Зандерсом.
- Почесний хрест ветерана війни з мечами